# AM Canum Venaticorum
AM Canum Venaticorum è un sistema stellare facente parte della costellazione dei Cani da Caccia. Avendo magnitudine 14, può essere osservata solo tramite telescopi. Il sistema è formato da una nana bianca avente massa 0,68 ± 0,06 M☉ e da una compagna semidegenerata, probabilmente una stella all'elio, di massa 0,125 M☉, che riempie il proprio lobo di Roche, cedendo di conseguenza materia alla nana bianca. Le due componenti, molto vicine fra loro, orbitano intorno al loro comune centro di massa in 1028 secondi e hanno una inclinazione orbitale di 43°. Il sistema dista da noi circa 2000 anni luce. AM Canum Venaticorum costituisce il prototipo delle stelle AM Canum Venaticorum.